# Venezillo flavescens
Venezillo flavescens är en kräftdjursart som först beskrevs av Brandt 1833.  Venezillo flavescens ingår i släktet Venezillo och familjen Armadillidae. Inga underarter finns listade i Catalogue of Life.